# Leszek Balcerowicz
Leszek Henryk Balcerowicz (né le 19 janvier 1947 à Lipno) est un universitaire, économiste et homme d'État polonais. Il est ministre des Finances entre septembre 1989 et décembre 1991, d'octobre 1997 à juin 2000, et président de la Banque nationale de Pologne entre janvier 2001 et janvier 2007. En avril 2016, il est nommé représentant du président ukrainien au sein du gouvernement Hroïsman.
Il est le principal artisan de la « thérapie de choc » qui a permis la création d'une économie de marché en Pologne au sortir du communisme.

## Biographie

### Formation et vie professionnelle
Diplômé de la faculté de commerce extérieur de l'École centrale de planification et de statistiques de Varsovie, il a ensuite obtenu une maîtrise en administration des affaires à l'université Saint John de New York. Il est professeur à l'École centrale de commerce de Varsovie (SGH) depuis 1992 et directeur de la chaire d'études comparatives internationales de cette école depuis 1993. 

### Ministre des Finances de la «thérapie de choc»
Le 12 septembre 1989, Leszek Balcerowicz est nommé vice-président du Conseil des ministres et ministre des Finances dans le gouvernement de coalition du libéral Tadeusz Mazowiecki, un des dirigeants de Solidarność. Il s'agit alors du premier exécutif non communiste depuis la fin de la Seconde Guerre mondiale en Europe Orientale.
Il lance alors le plan Balcerowicz, également connu sous le nom de « thérapie de choc », qui engage la transition de l'économie planifiée vers l'économie de marché. Il maîtrise en effet l'hyperinflation qui ruinait alors l'économie polonaise et reste considéré comme le principal architecte de la profonde mutation du pays au cours des années 1990.
Sa politique rigoureuse, après une première phase difficile se caractérisant par une forte inflation, la dévaluation de la monnaie, des fermetures d'entreprises et une forte hausse du chômage, permet le développement et la modernisation de l'économie polonaise. Elle aboutit au retour de la croissance dès 1993, à une amélioration sensible du niveau de vie de la population, permettant une augmentation de la consommation, une baisse de l'inflation, une stabilisation du zloty, une augmentation des échanges commerciaux et d'importants flux d'investissements directs étrangers. L'embellie de l'économie polonaise due à la « thérapie de choc » s'est poursuivie jusqu'en 1997, avec cette année-là un taux de chômage passant sous la barre des 10 %.
Il quitte son poste le 23 décembre 1991 au profit de Karol Lutkowski, lors de la formation du gouvernement de Jan Olszewski.

### Président de l'UW et retour au gouvernement
Il est choisi comme nouveau président de l'Union pour la liberté (UW) le 1er avril 1995, un poste dans lequel il succède à Tadeusz Mazowiecki, qu'il a battu lors du congrès du parti. Pour les élections législatives du 21 septembre 1997, il postule dans la circonscription de Katowice. Il est alors élu député à la Diète avec 91 311 votes préférentiels, soit le meilleur résultat de la circonscription, de la voïvodie et de l'UW.
Le 31 octobre, Leszek Balcerowicz est nommé vice-président du Conseil des ministres et ministre des Finances dans le gouvernement de coalition du conservateur Jerzy Buzek. Il démissionne le 8 juin 2000, conséquence de la rupture de la majorité parlementaire entre l'UW et l'Alliance électorale Solidarité (AWS). Ayant renoncé à se succéder à la présidence du parti, Bronisław Geremek prend sa suite le 18 décembre.

### Président de la Banque nationale
À peine quatre jours plus tard, le 22 décembre, il est élu par la Diète président de la Banque nationale de Pologne (NBP). Il démissionne aussitôt de son mandat de député. Il exerce cette fonction pendant un seul mandat de six ans, entre le 10 janvier 2001 et le 10 janvier 2007.

## Distinctions
- Docteur honoris causa de l'université Aix-Marseille III
- Docteur honoris causa de l'université du Sussex
- Docteur honoris causa de l'université DePaul de Chicago
- Docteur honoris causa de l'université de Szczecin
- Docteur honoris causa de l'université du Staffordshire
- Docteur honoris causa de l'université de Toruń
- Docteur honoris causa de l'université de Dundee
- Docteur honoris causa de l'université d'économie de Bratislava
- Docteur honoris causa de l'université du Pacifique